# Croix Vozarev
La croix Vozarev (en serbe cyrillique : Возарев крст ; en serbe latin : Vozarev krst) est située à Belgrade, la capitale de la Serbie, dans la municipalité urbaine de Vračar. Érigée en 1847, elle est inscrite sur la liste des biens culturels de la Ville de Belgrade.

## Présentation
La Croix Vozarev, située dans un parc entre les rues Vojvode Šupljikca et Mileševska, a été érigée en mars 1847 à l'initiative de l'imprimeur et libraire Gligorije Vozarević ; la croix était ornée d'icônes. Cette croix, symbole de la foi et de la victoire, est considérée par certains comme le premier monument public de Belgrade.
En 1931, les autorités municipales de Belgrade ont remplacé la croix en bois très abîmée par une croix rouge en pierre artificielle. De ce fait, cette partie de la capitale est appelée « Crveni krst », la « croix rouge ».